# Список самых загрязнённых городов мира по версии Института Блэксмита
Список самых загрязнённых городов мира по версии Института Блэксмита — перечень населённых мест на земле где создают неблагоприятную городскую экологическую обстановку по версии института Блэксмита.
Металлургические, химические, горнодобывающие комбинаты и другие экономические объекты часто создают неблагоприятную городскую экологическую обстановку. В 2006 году американской некоммерческой научно-исследовательской организацией Институт Блэксмита (англ. Blacksmith Institute) была опубликована первая версия списка самых загрязнённых мест на планете. В ноябре 2013 года была опубликована новая версия списка .

## 2013 год
Аккра, Гана
Тип загрязнения — свинец. Здесь расположена вторая по величине свалка бытовой электроники в Западной Африке.
Припять, Украина
Тип загрязнения — радиация (уран, плутоний, цезий-137, стронций-90 и другие металлы).
река Читарум, Индонезия
Тип загрязнения — свинец, кадмий, хром, пестициды и другие вещества.
Дзержинск, Россия
Тип загрязнения — многочисленные токсичные вещества. Дзержинск — один из крупнейших центров химической промышленности в СССР и России, в т.ч. производства химического оружия.
Хазарибагх, Бангладеш
Тип загрязнения — шестивалентный хром. Хазарибагх — центр кожевенного производства в Бангладеш. Всё ещё распространены устаревшие и неэффективные технологии обработки.
Кабве, Замбия
Тип загрязнения — свинец. Загрязнение свинцом произошло в результате неконтролируемой добычи свинца в XX веке. В настоящее время рудники закрыты.
Калимантан, Индонезия
Тип загрязнения — ртуть, кадмий. Ртуть использовалась золотодобывающими компаниями в технологических процессах.
река Риачуэло, Аргентина
Тип загрязнения — летучие органические соединения, в т.ч. толуол.
дельта реки Нигер, Нигерия
Тип загрязнения — нефть.
Норильск, Россия
Тип загрязнения — медь, оксиды никеля, другие тяжелые металлы, диоксид серы, фенолы. В Норильске расположен один из крупнейших в мире центров цветной металлургии.

## 2007 год
По сравнению с версией 2006 года, в список вошли два новых места в Индии, по одному в Китае и Азербайджане.
В первую десятку вошли (без определённого порядка):
Сумгаит, Азербайджан
Загрязнение воздуха предприятиями химической отрасли.
Линьфэнь, Китай
Загрязнение воздуха пеплом, углеродом, свинцом, органическими химикатами.
Тяньин, Китай
Загрязнение свинцом.
Сукинда, Индия
Тип загрязнения — шестивалентный хром, никель, магний и другие металлы.
Вапи, Индия
Тип загрязнения — пестициды, ПХБ, хром, ртуть, свинец, кадмий. Был удалён из списка в августе 2009 года.
Ла Оройа, Перу
Тип загрязнения — свинец, медь, цинк, двуокись серы — растительность в окрестностях уничтожена кислотными дождями (выбросы двуокиси серы).
Дзержинск, Россия
Тип загрязнения — химикаты и токсичные побочные продукты, также свинец, фенолы (карболовая кислота).
Норильск, Россия
Тип загрязнения — тяжёлые металлы (никель, медь, кобальт, селен, свинец), воздушное загрязнение (диоксид серы), фенолы.
Чернобыль, Украина
Тип загрязнения — радиация (уран, плутоний, цезий-137, стронций-90 и другие металлы).
Кабве, Замбия
Тип загрязнения — тяжёлые металлы (кадмий и свинец).

## 2006 год
В первую десятку в 2006 году входили (без определенного порядка):
- Линьфэнь, Китай
- Гаина (Хайна), Доминиканская Республика — содержание свинца в крови превышает норму в несколько тысяч раз.
- Ранипед (Ранипет), Индия — выбросы дубильной промышленности, кожевенных заводов.
- Майлуу-Суу, Кыргызстан — захоронения радиоактивных отходов[15].
- Дзержинск, Россия
- Норильск, Россия
- посёлок Рудная Пристань (Приморский край), Россия — тяжёлые металлы.
- Чернобыль, Украина
- Кабве, Замбия
- Ла Оройа, Перу

Полный перечень наиболее загрязнённых мест планеты, составленный Институтом Блэксмита, включает более 300 названий.